# Żelazna (powiat brzeski)

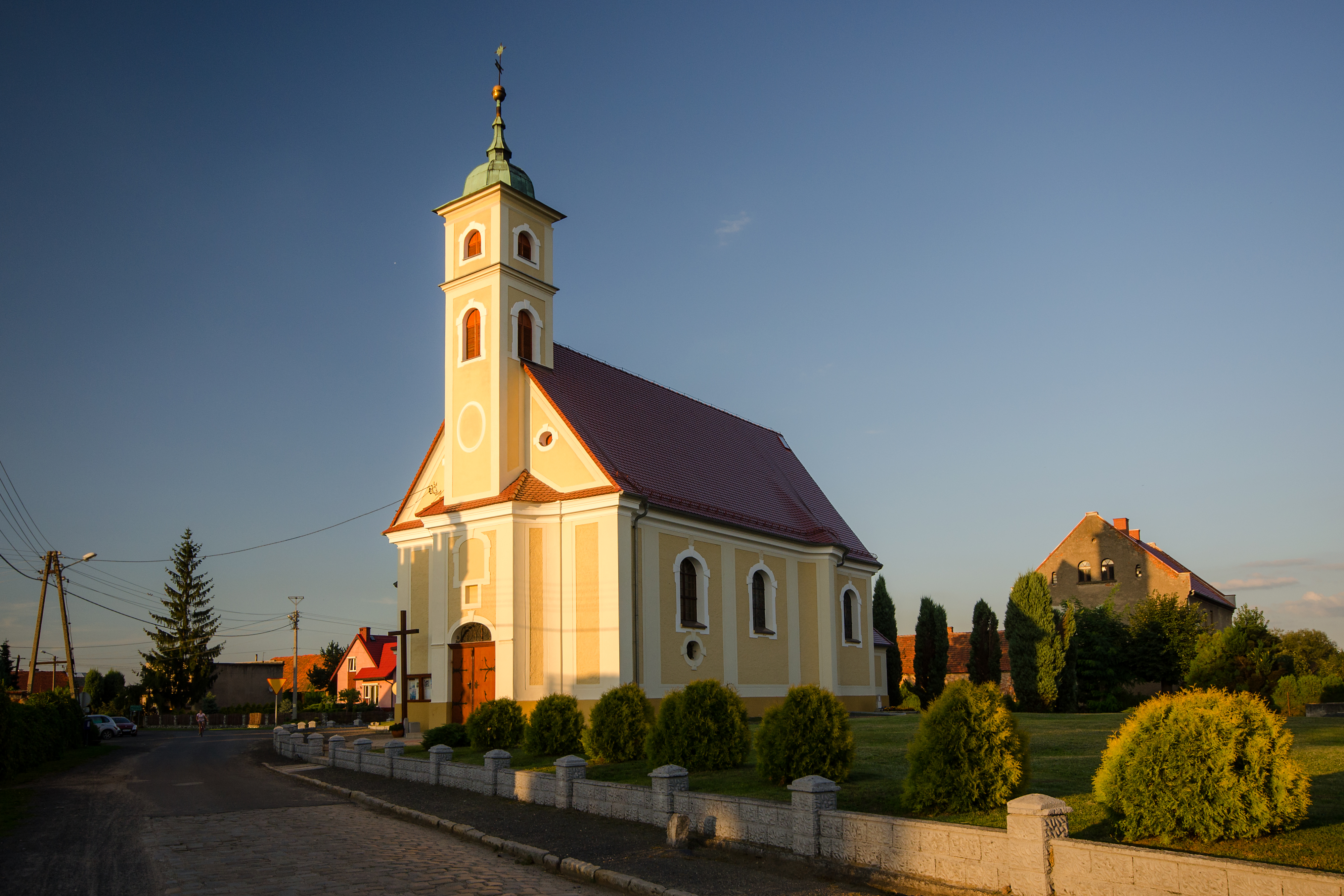
Kościół p.w. św. Jadwigi

Żelazna (niem. Märzdorf) – wieś w Polsce położona w województwie opolskim, w powiecie brzeskim, w gminie Grodków.
W latach 1975–1998 miejscowość należała administracyjnie do województwa opolskiego.

## Historia
Pierwsze wzmianki o miejscowości pochodzą z 1305 roku jako Selasna vle Martini villa. Od XIX wieku wieś należała do rodziny Sierstorpff, a potem Schaffgotsch. 
W 1930 r. wieś posiadała pieczęć gminną z wizerunkiem godła państwowego: czarny orzeł z głową zwróconą w prawo. 

## Zabytki
Do wojewódzkiego rejestru zabytków wpisane są:
- kościół par. pod wezwaniem św. Jadwigi, barokowy, datowany na rok 1781, XX w.
- spichrz dworski, z drugiej poł. XVIII w.

Zabytki nieistniejące:
- zamek rycerski wzmiankowany w 1360 roku. W roku 1430 zajęty przez wojska husyckie, następnie zdobyty przez mieszczan nyskich i wrocławskich

Inne obiekty:
- remiza
- figura Najświętszej Marii Panny z 1903 roku.